# Omorgus radula
Omorgus radula es una especie de escarabajo del género Omorgus, familia Trogidae. Fue descrita científicamente por Erichson en 1843.
Esta especie se encuentra en Namibia, Botsuana, Angola, República Sudafricana, Zimbabue, Kenia y Tanzania.